# 부안 죽림리 석장승
부안 죽림리 석장승(扶安 竹林里 石長栍)은 대한민국 전북특별자치도 부안군 백산면 죽림리의 구공작 마을 남쪽 입구에 자리하고 있는 남녀 한쌍의 돌장승이다. 1985년 8월 16일 전북특별자치도의 민속문화재 제20호로 지정되었다.

## 개요
죽림리의 구공작 마을 남쪽 입구에 자리하고 있는 남녀 한쌍의 돌장승으로, 마을의 재앙을 막아주는 구실을 하고 있다.
할아버지 당산이라고 부르는 남장승은 몸체에 “상원금귀주장군(上元禁鬼周將軍)”이라 새겨 놓았다. 높이 190cm, 폭 42cm로, 뾰족한 모자를 쓰고 있으며, 계란모양의 눈은 볼록 튀어나와 있고, 잘생긴 코에 입은 굳게 다물었다. 할머니 당산은 “하원금귀당장군(下元禁鬼唐將軍) ”이라고 새겨 놓았으며, 역시 위가 뾰족한 모자를 쓰고 있다. 높이 180cm, 폭 40cm로, 넓은 얼굴에 눈은 동그랗게 튀어나왔고, 코는 작고 몽툭하다. 남장승과는 다르게 입이 벌어져 이빨을 보이고 있는데 사나운 인상으로, 1983년 경지정리 공사 때 땅 속에 묻혔던 것을 파내어 현재의 자리고 옮겨놓은 것이라 한다.
전설에 의하면 이곳이 역적이 될 인물이 나올 지형이라서 그것을 막기 위해 이 장승을 세웠다고 한다. 아직도 옛 모습을 그대로 간직하고 있는데, 조선시대에 세운 것으로 보인다. 단순히 마을의 평안을 위해 세운 수호신이 아니라, 풍수지리설과 연관하여 나쁜 기운을 막아내기 위해 건립된 장승이라는 점이 주목된다.

## 참고 자료
- 죽림리석장승 - 국가유산청 국가유산포털